# 77-LH-28-1
77-LH-28-1是一种含氮有机化合物，化学式C
21H
32N
2O，是蕈毒鹼型乙醯膽鹼受體M1的选择性别构调节激动剂，2008年研发，能跨过血腦屏障。